# Estadi Olímpic Pedro Ludovico
L'Estadi Olímpic Pedro Ludovico (en portuguès Estádio Olímpico Pedro Ludovico) és un estadi situat a la ciutat de Goiânia, Brasil. Té una capacitat per a 13.500 espectadors. És la seu del club Goiânia Esporte Clube. Fou seu de la Copa Amèrica de futbol de 2021.